# Pača
Pača (in ungherese Andrási) è un comune della Slovacchia facente parte del distretto di Rožňava, nella regione di Košice.